# Zhongxin (köping i Kina, Guizhou)
Zhongxin (kinesiska: 重新, 重新镇) är en köping i Kina. Den ligger i provinsen Guizhou, i den sydvästra delen av landet, omkring 81 kilometer nordväst om provinshuvudstaden Guiyang. Antalet invånare är 26902. Befolkningen består av 12 950 kvinnor och 13 952 män. Barn under 15 år utgör 28,0 %, vuxna 15-64 år 62 %, och äldre över 65 år 9,0 %.